# ルイス・ゴメス・パロミノ
ルイス・ゴメス・パロミノ（Luis Gómez Palomino、生年不詳 - 1634年6月6日）は、スペインのフランシスコ会宣教師である。

## 経歴・人物
アンダルシア州ハエン県のアンドゥハルに生まれ、1594年にスペイン領東インド（現在のフィリピン）へ布教活動のため渡航する。1598年（慶長3年）にポルトガル出身のスペイン人宣教師で同じフランシスコ会士であったヘロニモ・デ・ヘススと共に一度来日するが、同年数ヶ月後に捕縛され再度マニラへ追放された。しかし1601年（慶長6年）にヘロニモと共に再度来日し、京都に派遣され以後約30年間キリシタンの迫害下にあった畿内を中心に日本各地の津々浦々の布教活動にあたる。
布教中の1610年（慶長15年）には派遣された京都にて聖フランシスコ修道院長となり、後に初代江戸幕府将軍の徳川家康からの要請により当時スペイン・ハプスブルク朝の君主だったフェリペ3世に通商を要求する手紙の翻訳にもあたった。1614年（慶長19年）に発令したキリシタン追放令により長崎に送還されるが、ゴメスはこれを強く拒否し逃亡し再度畿内で活動を継続する。しかし1633年（寛永10年）に再度捕縛され長崎に送還され、大村にて投獄された。その後は江戸にて逆吊りの刑に処された。